# Nyo jezici
Nyo jezici, skupina od (50) kwa jezika, jedan je izumro (esuma), raširenih po afričkim zemljama Obala Slonovače, Gana i Togo. Glavne su joj podskupine:
a) Agneby (3): abé, abidji, adioukrou;
b) Attie (1): attié;
c) Avikam-Alladian (2): alladian, avikam;
d) Ga-Dangme (2): dangme, ga;
e) Potou-Tano (41): 
e1. Basila-Adele (2): adele, anii.
e2. Ega (1): ega.
e3. Lelemi (4):
a. Lelemi-Akpafu (2) Gana: lelemi, siwu.
b. Likpe-Santrokofi (2) Gana: sekpele, selee.
e4. Logba (1) Gana: logba.
e5. Potou (2) Obala Slonovače: ebrié, mbato.
e6. Tano (31):
a. Centralni (12):
a1. Akan (4) Gana, Benin: abron, akan, tchumbuli, wasa.
a2. Bia (8): 
a. Sjeverni (5): anufo, anyin, anyin morofo, baoulé, sehwi.
b. Južni (3): ahanta, jwira-pepesa, nzema.
b. Guang (16):
b1. b1. Sjeverni Guang (12): chumburung, dompo, dwang, foodo, gikyode, ginyanga, gonja, kplang, krache, nawuri, nchumbulu, nkonya.
b2. b2. Južni Guang (4): awutu, cherepon, gua, larteh.
c. Krobu (1) Obala Slonovače: krobu.
d. Zapadni (2) Obala Slonovače: abure, beti.
g) Neklasificirani (1) Obala Slonovače: esuma. Iz nove inačice ovaj jezik je isključen.

## Klasifikacija
Nigersko-kongoanski jezici (Niger-Congo), 
Atlantsko-kongoanski jezici (Atlantic-Congo), 
Voltaško-kongoanski jezici (Volta-Congo), 
Kwa jezici (Kwa), 
Nyo (49; bez esuma) jezika: Agneby (3); Attie (1); Avikam-Alladian (2); Ga-Dangme (2); Potou-Tano (41).

## Vanjske poveznice
- Ethnologue (14th)